# Premi César 1985
La cerimonia di premiazione della 10ª edizione dei Premi César si è svolta il 3 febbraio 1985 al Théâtre de l'Empire di Parigi. È stata presieduta da Simone Signoret e presentata da Bernard Giraudeau, Pierre Tchernia, Darry Cowl, Richard Berry e Guy Marchand. È stata trasmessa da Antenne 2.
Il film che ha ottenuto il maggior numero di candidature (otto) è stato Una domenica in campagna (Un dimanche à la campagne) di Bertrand Tavernier, mentre i film che hanno ottenuto il maggior numero di premi (tre) sono stati Una domenica in campagna e Il commissadro (Les ripoux) di Claude Zidi.

## Vincitori e candidati
I vincitori sono indicati in grassetto, a seguire gli altri candidati.

### Miglior film
- Il commissadro (Les ripoux), regia di Claude Zidi
- L'amour à mort, regia di Alain Resnais
- Carmen, regia di Francesco Rosi
- Una domenica in campagna (Un dimanche à la campagne), regia di Bertrand Tavernier
- Le notti della luna piena (Les nuits de la pleine lune), regia di Éric Rohmer

### Miglior regista
- Claude Zidi - Il commissadro (Les ripoux)
- Alain Resnais - L'amour à mort
- Éric Rohmer - Le notti della luna piena (Les nuits de la pleine lune)
- Francesco Rosi - Carmen
- Bertrand Tavernier - Una domenica in campagna (Un dimanche à la campagne)

### Miglior attore
- Alain Delon - Notre histoire
- Gérard Depardieu - Fort Saganne
- Louis Ducreux - Una domenica in campagna (Un dimanche à la campagne)
- Philippe Noiret - Il commissadro (Les ripoux)
- Michel Piccoli - Mosse pericolose (La diagonale du fou)

### Miglior attrice
- Sabine Azéma - Una domenica in campagna (Un dimanche à la campagne)
- Jane Birkin - La Pirate
- Valérie Kaprisky - Femme publique (La femme publique)
- Julia Migenes - Carmen
- Pascale Ogier - Le notti della luna piena (Les nuits de la pleine lune)

### Migliore attore non protagonista
- Richard Bohringer - Conto finale (L'addition)
- Michel Aumont - Una domenica in campagna (Un dimanche à la campagne)
- Bernard-Pierre Donnadieu - Rue barbare
- Fabrice Luchini - Le notti della luna piena (Les nuits de la pleine lune)
- Lambert Wilson - Femme publique (La femme publique)

### Migliore attrice non protagonista
- Caroline Cellier - La medusa (L'année des méduses)
- Victoria Abril - Conto finale (L'addition)
- Carole Bouquet - Il desiderio e la corruzione (Rive droite, rive gauche)
- Élisabeth Bourgine - La 7ème cible
- Maruschka Detmers - La Pirate

### Migliore promessa maschile
- Pierre-Loup Rajot - Souvenirs souvenirs
- Xavier Deluc - La triche
- Hippolyte Girardot - Scandalo a Palazzo (Le bon plaisir)
- Benoît Régent - Mosse pericolose (La diagonale du fou)

### Migliore promessa femminile
- Laure Marsac - La Pirate
- Sophie Duez - L'amico sfigato (Marche à l'ombre)
- Fanny Bastien - Pinot simple flic
- Emmanuelle Béart - Una strana passione (Un amour interdit)

### Migliore sceneggiatura originale
- Bertrand Blier - Notre histoire
- Éric Rohmer - Le notti della luna piena (Les nuits de la pleine lune)
- Claude Zidi - Il commissadro (Les ripoux)

### Miglior adattamento
- Bertrand Tavernier e Colo Tavernier - Una domenica in campagna (Un dimanche à la campagne)
- Françoise Giroud e Francis Girod - Scandalo a Palazzo (Le bon plaisir)
- Andrzej Żuławski e Dominique Garnier - Femme publique (La femme publique)

### Migliore fotografia
- Bruno de Keyzer - Una domenica in campagna (Un dimanche à la campagne)
- Pasqualino De Santis - Carmen
- Bruno Nuytten - Fort Saganne
- Sacha Vierny - L'amour à mort

### Miglior montaggio
- Nicole Saunier - Il commissadro (Les ripoux)
- Claudine Merlin - Notre histoire
- Armand Psenny - Una domenica in campagna (Un dimanche à la campagne)
- Geneviève Winding - Souvenirs souvenirs

### Migliore scenografia
- Jacques Saulnier - Un amore di Swann (Un amour de Swann)
- Jean-Jacques Caziot - Les cavaliers de l'orage
- Bernard Evein - Notre histoire
- Enrico Job - Carmen

### Migliori costumi
- Yvonne Sassinot de Nesle - Un amore di Swann (Un amour de Swann)
- Enrico Job - Carmen
- Rosine Delamare e Corinne Jorry - Fort Saganne

### Migliore musica
- Michel Portal - Les cavaliers de l'orage
- Hans Werner Henze - L'amour à mort
- Bernard Lavilliers - Rue barbare
- Michel Legrand - Amore e musica (Paroles et musique)

### Miglior sonoro
- Dominique Hennequin, Guy Level e Harald Maury - Carmen
- Pierre Gamet e Jacques Maumont - L'amour à mort
- Jean-Paul Loublier, Claude Villand e Pierre Gamet - Fort Saganne
- Claude Villand, Bernard Leroux e Guillaume Sciama - Souvenirs souvenirs

### Miglior film straniero
- Amadeus, regia di Miloš Forman
- Greystoke - La leggenda di Tarzan, il signore delle scimmie (Greystoke: The Legend of Tarzan, Lord of the Apes), regia di Hugh Hudson
- Maria's Lovers, regia di Andrei Konchalovsky
- Paris, Texas, regia di Wim Wenders

### Migliore opera prima
- Mosse pericolose (La diagonale du fou), regia di Richard Dembo
- L'amico sfigato (Marche à l'ombre), regia di Michel Blanc
- Boy Meets Girl, regia di Leos Carax
- Souvenirs souvenirs, regia di Ariel Zeitoun

### Miglior film in lingua francese
- Wend Kuuni - Il dono di Dio (Wend Kuuni), regia di Gaston Kaboré

### Miglior film pubblicitario
- Les vautours (Hertz), regia di Jean-Jacques Annaud
- L'aventurier, regia di Yves Lafaye
- Chinoise (Maggi), regia di Jean-Baptiste Mondino
- Flamenco (Orangina), regia di Jean-Paul Goude
- James Bond (Renault 205 GTI), regia di Gérard Pirès
- Kodachrome (Kodak), regia di Jean-Paul Goude
- Les petits hommes verts (Lustucru), regia di Étienne Chatiliez
- Le psychiatre (Brother), regia di Étienne Chatiliez

### Miglior cortometraggio d'animazione
- La boule, regia di Alain Ughetto
- L'invité, regia di Guy Jacques
- Ra, regia di Pierre Jamin e Thierry Barthes

### Miglior cortometraggio di fiction
- Première classe, regia di Mehdi El Glaoui
- La combine de la girafe, regia di Thomas Gilou
- Homicide by Night, regia di Gérard Krawczyk
- Oiseau de sang, regia di Frédéric Rippert
- Premiers mètres, regia di Pierre Lévy

### Miglior cortometraggio documentario
- La nuit du hibou, regia di François Dupeyron
- Hommage à Dürer, regia di Gérard Samson
- L'écuelle et l'assiette, regia di Raoul Rossi

### Premio César onorario
- Christian-Jaque
- Danielle Darrieux
- Christine Gouze-Rénal
- Alain Poiré